# Claude Francouzská
Klaudie Francouzská (12. listopadu 1547 – 21. února 1575) byla francouzská princezna jako druhá dcera krále Jindřicha II. Francouzského a Kateřiny Medicejské a sňatkem s Karlem III., vévodou lotrinským, vévodkyně lotrinská.

## Život
Narodila se 12. listopadu 1547 na zámku Fontainebleau jako třetí potomek a druhá dcery francouzského krále Jindřicha II. a jeho italsko-francouzské manželky Kateřiny Medicejské, jediné dcery urbinského vévody Lorenza II. Novorozená francouzská princezna byla pokřtěna během katolického obřadu a za kmotry jí šli švýcarští poslanci, Antoinetta Bourbonská, vévodkyně z Guise a princeznina prateta, navarrská královna Markéta d’Angoulême. Pojmenována byla po své babičce z otcovy strany, královně Klaudii. Klaudie byla prvním potomkem, který se Jindřichovi a Kateřině narodil po jejich nástupu na francouzský trůn v březnu 1547. 
Klaudie byla sestra posledních francouzský králů z rodu Valois - Františka II., Karla IX. a Jindřicha III., který byl v letech 1573-1574 také polským králem, dále byla sestra budoucí španělské královny Alžběty z Valois, budoucí sňatkem francouzské a navarrské královny Markéty z Valois a švagrová Marie Stuartovny, královny Skotska. Kromě těchto sourozenců měla ještě dva bratry a dvě sestry.
Na francouzském královském dvoře panovalo všeobecné přesvědčení, že byla princezna počata na zámku Anet nedaleko města Dreux a byla proto, k nelibosti její matky Kateřiny, u dvora přezdívána "slečna z Anet" (francouzsky Mademoiselle d’Anet).
Byla vychovávána společně se starší sestrou Alžbětou a skotskou královnou Marií Stuartovnou, pozdější manželkou jejího bratra Františka. Rok 1559 se pro princezny z rodu Valois nesl především ve svatebním duchu a v průběhu roku se postupně  uskutečnily hned tři královské svatby. 
Nejprve se 19. ledna 1559 se ve svých 11 letech provdala v pařížské katedrále Notre Dame Klaudie za lotrinského vévodu Karla III.,  syna lotrinského vévody Františka I. a dánské princezny Kristiny. Po tom, co Karel strávil své dětství jako rukojmí na francouzském královském dvoře, měl být jejich svazek symbolickým upevněním míru mezi Francií a Lotrinskem. Klaudie opustila Francii se svým manželem koncem roku 1559, krátce před odjezdem její sestry Alžběty do Španělska a tety Markéty do Savojska. 
Klaudie trpěla hrbem který zdědila, podobně jako někteří její sourozenci, po své matce . 
Vztah Klaudie a Karla bývá popisován jako šťastný. Byla oblíbenou dcerou své matky Kateřiny, která ji v Lotrinsku ráda navštěvovala. Královna Kateřina si užívala přítomnost svých vnoučat a rovněž si velmi oblíbila své zetě, lotrinského vévodu Karla. Dokonce se společně se svými mladšími dětmi zúčastnila i velkolepého křtu Klaudiina prvorozeného potomka Jindřicha v Bar-le-Duc.
V srpnu 1572 se zúčastnila svatby její mladší sestry Markéty s navarrským králem Jindřichem III. v Paříži. Proti vůli své matky se snažila varovat svou mladší sestru Markétu z Valois před nebezpečím, kterému bude muset čelit jako manželka protestantského krále Navarry Jindřicha Navarrského.
Klaudie zemřela při porodu dcery v roce 1575 v Nancy ve věku 27 let. Děvčátko, pojmenované Klaudie, zemřelo o rok později.

## Děti
Klaudie měla se svým manželem devět dětí:
- Jindřich II. Lotrinský (8. listopadu 1563 – 31. července 1624), vévoda lotrinský,
⚭ 1599 Kateřina Bourbonská (7. února 1559 – 13. února 1604), v letech 1576 až 1596 regentka v knížectví Béarn
⚭ 1606 Markéta Gonzaga (2. října 1591 – 7. února 1632)
- Kristina Lotrinská (16. srpna 1565 – 19. prosince 1637), ⚭ 1589 Ferdinand I. Medicejský (30. července 1549 – 3. února 1609), toskánský velkovévoda
- Karel Lotrinský (1. července 1567 – 24. listopadu 1607), kardinál a biskup z Mét (1578–1607), biskup ve Štrasburku (1604–1607)
- Antonie Lotrinská (26. srpna 1568 – 23. srpna 1610), ⚭ Jan Vilém z Jṻlich-Cleves-Bergu (28. května 1562 – 25. března 1609)
- Anna Lotrinská (1569–1576)
- František II. Lotrinský (27. února 1572 – 14. října 1632), vévoda lotrinský, barský a hrabě z Vaudemont, ⚭ 1597 Kristina ze Salmu (1575–1627)
- Kateřina Lotrinská (3. listopadu 1573 – 7. března 1648), abatyše v Remiremontu
- Alžběta Lotrinská (9. října 1574 – 4. ledna 1635), ⚭ 1595 Maxmilián I. Bavorský (17. dubna 1573 – 27. září 1651), kurfiřt a vévoda bavorský
- Klaudie Lotrinská (1575–1576)

## Vývod z předků
|                    |                                 |  |                   |                         |  |  |  |  |  |  |  | Jan Orleánský |
|                    |                                 |  |                   |                         |  |  |  |  |  |  |  |               |
|                    | Karel z Angoulême               |  |                   |                         |  |  |  |  |  |  |  |               |
|                    |                                 |  |                   |                         |  |  |  |  |  |  |  |               |
|                    |                                 |  |                   | Markéta de Rohan        |  |  |  |  |  |  |  |               |
|                    |                                 |  |                   |                         |  |  |  |  |  |  |  |               |
|                    | František I. Francouzský        |  |                   |                         |  |  |  |  |  |  |  |               |
|                    |                                 |  |                   |                         |  |  |  |  |  |  |  |               |
|                    |                                 |  |                   | Filip II. Savojský      |  |  |  |  |  |  |  |               |
|                    |                                 |  |                   |                         |  |  |  |  |  |  |  |               |
|                    | Luisa Savojská                  |  |                   |                         |  |  |  |  |  |  |  |               |
|                    |                                 |  |                   |                         |  |  |  |  |  |  |  |               |
|                    |                                 |  |                   | Markéta Bourbonská      |  |  |  |  |  |  |  |               |
|                    |                                 |  |                   |                         |  |  |  |  |  |  |  |               |
|                    | Jindřich II. Francouzský        |  |                   |                         |  |  |  |  |  |  |  |               |
|                    |                                 |  |                   |                         |  |  |  |  |  |  |  |               |
|                    |                                 |  |                   | Karel Orléanský         |  |  |  |  |  |  |  |               |
|                    |                                 |  |                   |                         |  |  |  |  |  |  |  |               |
|                    | Ludvík XII. Francouzský         |  |                   |                         |  |  |  |  |  |  |  |               |
|                    |                                 |  |                   |                         |  |  |  |  |  |  |  |               |
|                    |                                 |  |                   | Marie Klevská           |  |  |  |  |  |  |  |               |
|                    |                                 |  |                   |                         |  |  |  |  |  |  |  |               |
|                    | Klaudie Francouzská             |  |                   |                         |  |  |  |  |  |  |  |               |
|                    |                                 |  |                   |                         |  |  |  |  |  |  |  |               |
|                    |                                 |  |                   | František II. Bretaňský |  |  |  |  |  |  |  |               |
|                    |                                 |  |                   |                         |  |  |  |  |  |  |  |               |
|                    | Anna Bretaňská                  |  |                   |                         |  |  |  |  |  |  |  |               |
|                    |                                 |  |                   |                         |  |  |  |  |  |  |  |               |
|                    |                                 |  |                   | Markéta z Foix          |  |  |  |  |  |  |  |               |
|                    |                                 |  |                   |                         |  |  |  |  |  |  |  |               |
| Claude Francouzská |                                 |  |                   |                         |  |  |  |  |  |  |  |               |
|                    |                                 |  |                   |                         |  |  |  |  |  |  |  |               |
|                    |                                 |  | Lorenzo de Medici |                         |  |  |  |  |  |  |  |               |
|                    |                                 |  |                   |                         |  |  |  |  |  |  |  |               |
|                    | Petr Medicejský                 |  |                   |                         |  |  |  |  |  |  |  |               |
|                    |                                 |  |                   |                         |  |  |  |  |  |  |  |               |
|                    |                                 |  |                   | Clarisse Orsini         |  |  |  |  |  |  |  |               |
|                    |                                 |  |                   |                         |  |  |  |  |  |  |  |               |
|                    | Lorenzo II. Medicejský          |  |                   |                         |  |  |  |  |  |  |  |               |
|                    |                                 |  |                   |                         |  |  |  |  |  |  |  |               |
|                    |                                 |  |                   | Roberto Orsini          |  |  |  |  |  |  |  |               |
|                    |                                 |  |                   |                         |  |  |  |  |  |  |  |               |
|                    | Alfonsina Orsini                |  |                   |                         |  |  |  |  |  |  |  |               |
|                    |                                 |  |                   |                         |  |  |  |  |  |  |  |               |
|                    |                                 |  |                   | Catherine San Severino  |  |  |  |  |  |  |  |               |
|                    |                                 |  |                   |                         |  |  |  |  |  |  |  |               |
|                    | Kateřina Medicejská             |  |                   |                         |  |  |  |  |  |  |  |               |
|                    |                                 |  |                   |                         |  |  |  |  |  |  |  |               |
|                    |                                 |  |                   | Bertrand VI. z Auvergne |  |  |  |  |  |  |  |               |
|                    |                                 |  |                   |                         |  |  |  |  |  |  |  |               |
|                    | Jan III. z Auvergne             |  |                   |                         |  |  |  |  |  |  |  |               |
|                    |                                 |  |                   |                         |  |  |  |  |  |  |  |               |
|                    |                                 |  |                   | Louise de la Trémoille  |  |  |  |  |  |  |  |               |
|                    |                                 |  |                   |                         |  |  |  |  |  |  |  |               |
|                    | Madeleine de la Tour d'Auvergne |  |                   |                         |  |  |  |  |  |  |  |               |
|                    |                                 |  |                   |                         |  |  |  |  |  |  |  |               |
|                    |                                 |  |                   | Jan VIII. z Vendôme     |  |  |  |  |  |  |  |               |
|                    |                                 |  |                   |                         |  |  |  |  |  |  |  |               |
|                    | Jana Bourbonská-Vendôme         |  |                   |                         |  |  |  |  |  |  |  |               |
|                    |                                 |  |                   |                         |  |  |  |  |  |  |  |               |
|                    |                                 |  |                   | Isabela de Beauvau      |  |  |  |  |  |  |  |               |
|                    |                                 |  |                   |                         |  |  |  |  |  |  |  |               |